# Autoportrait au cor
Autoportrait au cor est un tableau réalisé par le peintre allemand Max Beckmann en 1938, alors qu'il est désormais en exil à Amsterdam, aux Pays-Bas. Conservée à la Neue Galerie, à New York, aux États-Unis, cette huile sur toile est un autoportrait de l'artiste tenant un cor dans l'embouchure duquel il semble tant regarder qu'écouter. Sa tête devant un encadrement jaune dont le fond est sombre, il porte un habit à rayures rouges et noires évoquant l'uniforme des prisonniers.